# Can Julià de Palol
Can Julià de Palol és una masia gòtica de Vilademuls (Pla de l'Estany) inclosa a l'Inventari del Patrimoni Arquitectònic de Catalunya.

## Descripció
Gran casa rural col·locada damunt la terrassa fluvial del riu Fluvià, al nord-est del poble d'Orfes. La casa s'orienta al sud, des d'on es dominen totes les terres de cultiu fins al riu.
Típica masia coberta a dues aigües, on els cossos annexes s'han anat adossant ordenadament al llarg de l'eix de la casa en direcció nord i respectant l'eix del carener nord/sud. Forma una unitat compacta de planta baixa, pis i golfes practicables sota el carener. Destaca la façana principal amb gran porta dovellada desplaçada a l'est de l'eix de simetria de la casa. És interessant l'enjardinament exterior, així com la remodelació recent dels espais interiors.